# Mistrzostwa Świata w Hokeju na Lodzie Kobiet 2020/III Dywizja
Mistrzostwa Świata w Hokeju na Lodzie Kobiet III Dywizji 2020 rozegrane zostały w dniach 4-10 grudnia 2019.
Do mistrzostw III Dywizji przystąpiło 6 zespołów, które rywalizowały ze sobą systemem każdy z każdym w jednej grupie. Gospodarzem mistrzostw świata III dywizji była stolica Bułgarii (Sofia).
Hale, w których przeprowadzone zostały zawody:
- Zimowy Pałac Sportu w Sofii

Do mistrzostw świata drugiej dywizji w 2021 awansowała najlepsza reprezentacja.
| 4 grudnia 2019 | Południowa Afryka | 4:11 | Rumunia | Zimowy Pałac Sportu, Sofia |

| Szczegóły      | Szczegóły                                                                              | Szczegóły       | Szczegóły | Szczegóły                                                                               |
| -------------- | -------------------------------------------------------------------------------------- | --------------- | --- | --------------------------------------------------------------------------------------- |
| Godzina: 13:00 | C. Schuurman (EQ) 06:38 D. Rhode (EQ) 45:50 K. Jamieson (EQ) 47:41 D. Rhode (SH) 54:27 | (1:4, 0:5, 3:2) | 03:15 (EQ) Á. Elekes 05:31 (EQ) A. Voicu 14:55 (EQ) A. Oprea 18:44 (PP) S. Dávid 24:08 (EQ) H. Bálint 24:27 (EA) Z. Laczkó-Szabó 26:20 (EQ) Á. Elekes 30:12 (SH) S. Dávid 38:33 (EQ) T. Csiszér 42:19 (EQ) A. Voicu 58:20 (EQ) T. Csiszér | Widzów: 233 Sędzia główny: Laura White Sędziowie liniowi: Aino Härkönen Michelle Müller |
| Godzina: 13:00 | 4 min. kar                                                                             |                 | 6 min. kar | Widzów: 233 Sędzia główny: Laura White Sędziowie liniowi: Aino Härkönen Michelle Müller |

| 4 grudnia 2019 | Litwa | 4:1 | Hongkong | Zimowy Pałac Sportu, Sofia |

| Szczegóły      | Szczegóły                                                                                 | Szczegóły       | Szczegóły        | Szczegóły                                                                           |
| -------------- | ----------------------------------------------------------------------------------------- | --------------- | ---------------- | ----------------------------------------------------------------------------------- |
| Godzina: 16:30 | K. Miuller (EQ) 08:18 K. Miuller (SH) 09:58 A. Šeršniova (EQ) 52:13 K. Miuller (PP) 58:02 | (2:1, 0:0, 2:0) | 04:06 (EQ) E. Ip | Widzów: 280 Sędzia główny: Rita Rygh Sędziowie liniowi: Lorna Beresford Nina Refset |
| Godzina: 16:30 | 10 min. kar                                                                               |                 | 8 min. kar       | Widzów: 280 Sędzia główny: Rita Rygh Sędziowie liniowi: Lorna Beresford Nina Refset |

| 4 grudnia 2019 | Belgia | 4:2 | Bułgaria | Zimowy Pałac Sportu, Sofia |

| Szczegóły      | Szczegóły | Szczegóły       | Szczegóły                                   | Szczegóły                                                                                       |
| -------------- | --- | --------------- | ------------------------------------------- | ----------------------------------------------------------------------------------------------- |
| Godzina: 20:00 | L. De Guchtenaere (EQ) 00:45 L. Bosmans (EQ) 01:43 L. De Guchtenaere (PP) 32:59 L. De Guchtenaere (EQ) 43:52 | (2:0, 1:2, 1:0) | 21:54 (PP) N. Diłowa 26:46 (EQ) W. Metanowa | Widzów: 410 Sędzia główny: Shauna Neary Sędziowie liniowi: Julia Lawelina Anastazja Tanaszewicz |
| Godzina: 20:00 | 8 min. kar                                                                                                   |                 | 10 min. kar                                 | Widzów: 410 Sędzia główny: Shauna Neary Sędziowie liniowi: Julia Lawelina Anastazja Tanaszewicz |

| 5 grudnia 2019 | Rumunia | 2:1 pd. | Hongkong | Zimowy Pałac Sportu, Sofia |

| Szczegóły      | Szczegóły                                  | Szczegóły            | Szczegóły         | Szczegóły                                                                                |
| -------------- | ------------------------------------------ | -------------------- | ----------------- | ---------------------------------------------------------------------------------------- |
| Godzina: 13:00 | M. Popescu (EQ) 39:49 A. Voicu (PP2) 63:39 | (0:0, 1:1, 0:0, 1:0) | 35:22 (PP2) E. Ip | Widzów: 35 Sędzia główny: Gabrielle Aston Sędziowie liniowi: Ines Confidenti Nina Refset |
| Godzina: 13:00 | 24 min. kar                                |                      | 24 min. kar       | Widzów: 35 Sędzia główny: Gabrielle Aston Sędziowie liniowi: Ines Confidenti Nina Refset |

| 5 grudnia 2019 | Belgia | 3:4 | Południowa Afryka | Zimowy Pałac Sportu, Sofia |

| Szczegóły      | Szczegóły                                                             | Szczegóły       | Szczegóły                                                                               | Szczegóły                                                                                       |
| -------------- | --------------------------------------------------------------------- | --------------- | --------------------------------------------------------------------------------------- | ----------------------------------------------------------------------------------------------- |
| Godzina: 16:30 | V. Maka (EQ) 06:56 L. De Guchtenaere (EQ) 11:59 F. Bosmans (EQ) 33:14 | (2:1, 1:1, 0:2) | 00:31 (EQ) C. Schuurman 20:40 (EQ) D. Rhode 53:25 (EQ) M. Brits 56:27 (EQ) C. Schuurman | Widzów: 231 Sędzia główny: Laura White Sędziowie liniowi: Lorna Beresford Anastazja Tanaszewicz |
| Godzina: 16:30 | 8 min. kar                                                            |                 | 2 min. kar                                                                              | Widzów: 231 Sędzia główny: Laura White Sędziowie liniowi: Lorna Beresford Anastazja Tanaszewicz |

| 5 grudnia 2019 | Bułgaria | 2:1 | Litwa | Zimowy Pałac Sportu, Sofia |

| Szczegóły      | Szczegóły                                         | Szczegóły       | Szczegóły               | Szczegóły                                                                                 |
| -------------- | ------------------------------------------------- | --------------- | ----------------------- | ----------------------------------------------------------------------------------------- |
| Godzina: 20:00 | T. Lisiczkowa (PP) 31:53 T. Lisiczkowa (EQ) 56:43 | (0:0, 1:1, 1:0) | 28:21 (EQ) A. Šeršniova | Widzów: 310 Sędzia główny: Shauna Neary Sędziowie liniowi: Julia Lawelina Michelle Müller |
| Godzina: 20:00 | 4 min. kar                                        |                 | 8 min. kar              | Widzów: 310 Sędzia główny: Shauna Neary Sędziowie liniowi: Julia Lawelina Michelle Müller |

| 7 grudnia 2019 | Belgia | 3:4 | Litwa | Zimowy Pałac Sportu, Sofia |

| Szczegóły      | Szczegóły                                                               | Szczegóły       | Szczegóły                                                                               | Szczegóły                                                                                    |
| -------------- | ----------------------------------------------------------------------- | --------------- | --------------------------------------------------------------------------------------- | -------------------------------------------------------------------------------------------- |
| Godzina: 13:00 | L. Bosmans (EQ) 01:00 V. Jenaer (EQ) 02:21 L. De Guchtenaere (EQ) 58:59 | (2:1, 0:1, 1:2) | 03:37 (EQ) K. Miuller 25:33 (EQ) K. Miuller 42:19 (EQ) K. Miuller 44:18 (EQ) K. Miuller | Widzów: 150 Sędzia główny: Gabrielle Aston Sędziowie liniowi: Lorna Beresford Julia Lawelina |
| Godzina: 13:00 | 2 min. kar                                                              |                 | 2 min. kar                                                                              | Widzów: 150 Sędzia główny: Gabrielle Aston Sędziowie liniowi: Lorna Beresford Julia Lawelina |

| 7 grudnia 2019 | Południowa Afryka | 2:1 | Hongkong | Zimowy Pałac Sportu, Sofia |

| Szczegóły      | Szczegóły                                           | Szczegóły       | Szczegóły        | Szczegóły                                                                             |
| -------------- | --------------------------------------------------- | --------------- | ---------------- | ------------------------------------------------------------------------------------- |
| Godzina: 16:30 | D. Van Doesburgh (EQ) 27:02 C. Schuurman (EQ) 59:29 | (0:0, 1:0, 1:1) | 47:24 (PP) A. Li | Widzów: 220 Sędzia główny: Rita Rygh Sędziowie liniowi: Ines Confidenti Aino Härkönen |
| Godzina: 16:30 | 16 min. kar                                         |                 | 10 min. kar      | Widzów: 220 Sędzia główny: Rita Rygh Sędziowie liniowi: Ines Confidenti Aino Härkönen |

| 7 grudnia 2019 | Rumunia | 3:4 pd. | Bułgaria | Zimowy Pałac Sportu, Sofia |

| Szczegóły      | Szczegóły                                                     | Szczegóły            | Szczegóły                                                                                   | Szczegóły                                                                             |
| -------------- | ------------------------------------------------------------- | -------------------- | ------------------------------------------------------------------------------------------- | ------------------------------------------------------------------------------------- |
| Godzina: 20:00 | A. Oprea (SH) 28:13 A. Oprea (EQ) 31:13 T. Csiszér (EQ) 32:28 | (0:1, 3:1, 0:1, 0:1) | 11:52 (EQ) T. Lisiczkowa 33:29 (EQ) W. Metanowa 58:30 (EQ) A. Kocewa 64:27 (PP) W. Metanowa | Widzów: 310 Sędzia główny: Laura White Sędziowie liniowi: Michelle Müller Nina Refset |
| Godzina: 20:00 | 26 min. kar                                                   |                      | 35 min. kar                                                                                 | Widzów: 310 Sędzia główny: Laura White Sędziowie liniowi: Michelle Müller Nina Refset |

| 8 grudnia 2019 | Hongkong | 1:8 | Belgia | Zimowy Pałac Sportu, Sofia |

| Szczegóły      | Szczegóły        | Szczegóły       | Szczegóły | Szczegóły                                                                                     |
| -------------- | ---------------- | --------------- | --- | --------------------------------------------------------------------------------------------- |
| Godzina: 13:00 | E. Ip (EQ) 25:10 | (0:2, 1:6, 0:0) | 01:05 (EQ) V. Maka 19:15 (PP) F. Bosmans 21:59 (EQ) V. Maka 26:01 (EQ) L. De Guchtenaere 27:14 (EQ) L. Bosmans 29:19 (PP2) C. Van Calster 30:12 (PP) F. Bosmans 30:38 (PP) C. Van Calster | Widzów: 35 Sędzia główny: Shauna Neary Sędziowie liniowi: Aino Härkönen Anastazja Tanaszewicz |
| Godzina: 13:00 | 14 min. kar      |                 | 12 min. kar | Widzów: 35 Sędzia główny: Shauna Neary Sędziowie liniowi: Aino Härkönen Anastazja Tanaszewicz |

| 8 grudnia 2019 | Litwa | 2:4 | Rumunia | Zimowy Pałac Sportu, Sofia |

| Szczegóły      | Szczegóły                                     | Szczegóły       | Szczegóły                                                                         | Szczegóły                                                                                    |
| -------------- | --------------------------------------------- | --------------- | --------------------------------------------------------------------------------- | -------------------------------------------------------------------------------------------- |
| Godzina: 16:30 | K. Miuller (EQ) 39:15 A. Šeršniova (SH) 56:55 | (0:1, 1:0, 1:3) | 09:17 (EQ) K. Antal 50:39 (EQ) T. Csiszér 58:39 (PP) A. Oprea 59:55 (EQ) A. Oprea | Widzów: 150 Sędzia główny: Gabrielle Aston Sędziowie liniowi: Ines Confidenti Julia Lawelina |
| Godzina: 16:30 | 14 min. kar                                   |                 | 10 min. kar                                                                       | Widzów: 150 Sędzia główny: Gabrielle Aston Sędziowie liniowi: Ines Confidenti Julia Lawelina |

| 8 grudnia 2019 | Bułgaria | 1:2 | Południowa Afryka | Zimowy Pałac Sportu, Sofia |

| Szczegóły      | Szczegóły              | Szczegóły       | Szczegóły                                    | Szczegóły                                                                               |
| -------------- | ---------------------- | --------------- | -------------------------------------------- | --------------------------------------------------------------------------------------- |
| Godzina: 20:00 | V. Metanova (EQ) 14:22 | (1:0, 0:0, 0:2) | 51:42 (EQ) Z. Herringer 55:22 (EQ) T. Keuler | Widzów: 360 Sędzia główny: Rita Rygh Sędziowie liniowi: Lorna Beresford Michelle Müller |
| Godzina: 20:00 | 24 min. kar            |                 | 6 min. kar                                   | Widzów: 360 Sędzia główny: Rita Rygh Sędziowie liniowi: Lorna Beresford Michelle Müller |

| 10 grudnia 2019 | Południowa Afryka | 4:2 | Litwa | Zimowy Pałac Sportu, Sofia |

| Szczegóły      | Szczegóły                                                                         | Szczegóły       | Szczegóły                                       | Szczegóły                                                                                       |
| -------------- | --------------------------------------------------------------------------------- | --------------- | ----------------------------------------------- | ----------------------------------------------------------------------------------------------- |
| Godzina: 13:00 | D. Rhode (EQ) 04:48 T. Keuler (EQ) 23:55 I. Marais (EQ) 30:43 D. Rhode (EQ) 41:54 | (1:1, 2:1, 1:0) | 12:09 (EQ) K. Miuller 39:32 (PP) N. Burneikaitė | Widzów: 150 Sędzia główny: Laura White Sędziowie liniowi: Ines Confidenti Anastazja Tanaszewicz |
| Godzina: 13:00 | 2 min. kar                                                                        |                 | 10 min. kar                                     | Widzów: 150 Sędzia główny: Laura White Sędziowie liniowi: Ines Confidenti Anastazja Tanaszewicz |

| 10 grudnia 2019 | Hongkong | 0:5 | Bułgaria | Zimowy Pałac Sportu, Sofia |

| Szczegóły      | Szczegóły  | Szczegóły       | Szczegóły | Szczegóły                                                                           |
| -------------- | ---------- | --------------- | --- | ----------------------------------------------------------------------------------- |
| Godzina: 16:30 |            | (0:1, 0:3, 0:1) | 09:58 (EQ) M. Zariewa 20:30 (EQ) A. Popowa 21:59 (EQ) W. Metanowa 35:56 (EQ) W. Metanowa 45:19 (PP) W. Metanowa | Widzów: 250 Sędzia główny: Rita Rygh Sędziowie liniowi: Lorna Beresford Nina Refset |
| Godzina: 16:30 | 6 min. kar |                 | 16 min. kar | Widzów: 250 Sędzia główny: Rita Rygh Sędziowie liniowi: Lorna Beresford Nina Refset |

| 10 grudnia 2019 | Rumunia | 2:4 | Belgia | Zimowy Pałac Sportu, Sofia |

| Szczegóły      | Szczegóły                               | Szczegóły       | Szczegóły                                                                                          | Szczegóły                                                                               |
| -------------- | --------------------------------------- | --------------- | -------------------------------------------------------------------------------------------------- | --------------------------------------------------------------------------------------- |
| Godzina: 20:00 | A. Voicu (EQ) 13:37 A. Voicu (EQ) 59:11 | (1:1, 0:3, 1:0) | 17:48 (EQ) F. Bosmans 24:28 (EQ) L. De Guchtenaere 31:09 (PP) L. De Guchtenaere 37:12 (EQ) V. Maka | Widzów: 180 Sędzia główny: Shauna Neary Sędziowie liniowi: Aino Härkönen Julia Lawelina |
| Godzina: 20:00 | 6 min. kar                              |                 | 10 min. kar                                                                                        | Widzów: 180 Sędzia główny: Shauna Neary Sędziowie liniowi: Aino Härkönen Julia Lawelina |

Tabela
| Lp. | Zespół            | M | Pkt | Z | Zd | Pd | P | G+ | G- | +/− |
| --- | ----------------- | - | --- | - | -- | -- | - | -- | -- | --- |
| 1   | Południowa Afryka | 5 | 12  | 4 | 0  | 0  | 1 | 16 | 18 | -2  |
| 2   | Belgia            | 5 | 9   | 3 | 0  | 0  | 2 | 22 | 13 | +9  |
| 3   | Rumunia           | 5 | 9   | 2 | 1  | 1  | 1 | 22 | 15 | +7  |
| 4   | Bułgaria          | 5 | 8   | 2 | 1  | 0  | 2 | 14 | 10 | +4  |
| 5   | Litwa             | 5 | 6   | 2 | 0  | 0  | 3 | 13 | 14 | -1  |
| 6   | Hongkong          | 5 | 1   | 0 | 0  | 1  | 4 | 4  | 21 | -17 |

    = awans do II dywizji grupy B     = utrzymanie w III dywizji
Statystyki indywidualne
- Klasyfikacja strzelców:  Klara Miuller: 9 goli[1]
- Klasyfikacja asystentów:  Chloe Schuurman
 Donne van Doesburgh: 6 asyst[2]
- Klasyfikacja kanadyjska:  Klara Miuller: 10 punktów[3]
- Klasyfikacja kanadyjska obrońców:  Tina Lisiczkowa 7 punktów[4]
- Klasyfikacja +/−:  Timea Csiszér: +8[5]
- Klasyfikacja skuteczności interwencji bramkarzy:  Emilie Simonsen: 92,71%[6]
- Klasyfikacja średniej goli straconych na mecz bramkarzy:  Emilie Simonsen: 92,71%
- Klasyfikacja minut kar:  Aleksandra Popowa: 41 minut[7]

Nagrody indywidualne
Dyrektoriat turnieju wybrał trójkę najlepszych zawodników, po jednym na każdej pozycji:
- Bramkarz:  Emilie Simonsen
- Obrońca:  Donne van Doesburgh
- Napastnik:  Klara Miuller